# Roquemaure (Gard)
Roquemaure é uma comuna francesa na região administrativa de Occitânia, no departamento de Gard. Estende-se por uma área de 26,22 km².
Placide Cappeau[], autor da letra da famosa canção de Natal "Minuit, Chrétiens[]", era oriundo da localidade de Roquemaure, e foi na sua igreja que a peça foi estreada. A melodia havia sido composta por Adolphe Adam.